# Estació de Roca-Cúiper
L'Estació de Roca Cúiper, és un baixador de ferrocarril situat al mig dels nuclis de població de Roca i Cúper pertanyents respectivament a Meliana i Foios. Situada entre l'estació d'Albuixec i l'estació del Cabanyal, s'hi aturen alguns combois de la línia C-6 de Rodalies Renfe de València direcció Castelló de la Plana i direcció València-Nord, un cada hora.
L'estació es troba a la línia del Corredor Mediterrani, per la qual cosa passen molts trens de llarg recorregut sense parar.
El baixador és molt bàsic, no disposant de sala d'espera, ni venda de bitllets, només unes marquesines a les andanes.
| Rodalies València de Renfe |                   |       |          |                        |
| Procedència/Destinació     | <                 | Línia | >        | Procedència/Destinació |
| València-Nord              | València-Cabanyal | C-6   | Albuixec | Castelló de la Plana   |